# Clapham Rovers Football Club

Le Clapham Rovers FC est un club anglais de football qui fut particulièrement brillant dans les années 1870.

## Histoire
Ce club londonien est fondé en 1869. Il remporte la FA Cup en 1880, et échoue en finale lors de l'édition 1879.
On ne connait pas la date exacte de sa disparition, mais le nom du club est mentionné à l'occasion de matchs occasionnels ou dans les journaux jusqu'à la Première Guerre mondiale.
Après une très longue éclipse, un club est refondé en 1996 sous le nom de Clapham Rovers. Ce club n'a pas de lien formel avec l'ancien et se contente d'évoluer dans de modestes divisions amateurs.